# 나가하마 신
나가하마 신(일본어: 長濱 慎 ながはま しん[*], 1985년 9월 6일 ~ )은 일본의 배우이다.

## 출연작

### TV 드라마
- 2014년 ~ 2015년 열차전대 토큐저 - 니지노 아키라 / 토큐6호

## 영화
- 파워레인저 트레인포스 갤럭시라인 SOS - 니지노 아키라 / 토큐6호
- 극장판 파워레인저 트레인포스 VS 다이노포스 THE MOVIE - 니지노 아키라 / 토큐6호
- 극장판 파워레인저 닌자포스 VS 트레인포스 THE MOVIE 닌자 인 원더랜드 - 니지노 아키라 / 토큐6호